# Egon Ledec
Egon Ledec   (Kostelec nad Orlicí, 16 de març de 1889 - Gueto de Theresienstadt i Oświęcim, 24 d'octubre de 1944) va ser un violinista i compositor txec d'origen jueu.
Egon Ledeč va néixer a Kostelec nad Orlici, fill de Samuel i Luisa Ledeč de soltera Stasna. Ledeč va ser un dels artistes enviats a Theresienstadt i es mostra com a concertino a l'orquestra de Karel Ančerla la pel·lícula de propaganda nazi Theresienstadt: A Documentary Film from the Jewish Settlement Area. Va ser transportat a Auschwitz el 16 d'octubre de 1944 juntament amb Gideon Klein, Viktor Ullmann, Rafael Schächter, i Franz Eugen Klein, a part de Gideon Klein, els altres quatre músics van ser assassinats immediatament a l'arribada. Gideon Klein va morir en la liquidació del campament de Fürstengrube el gener de 1945.